# Pandalus

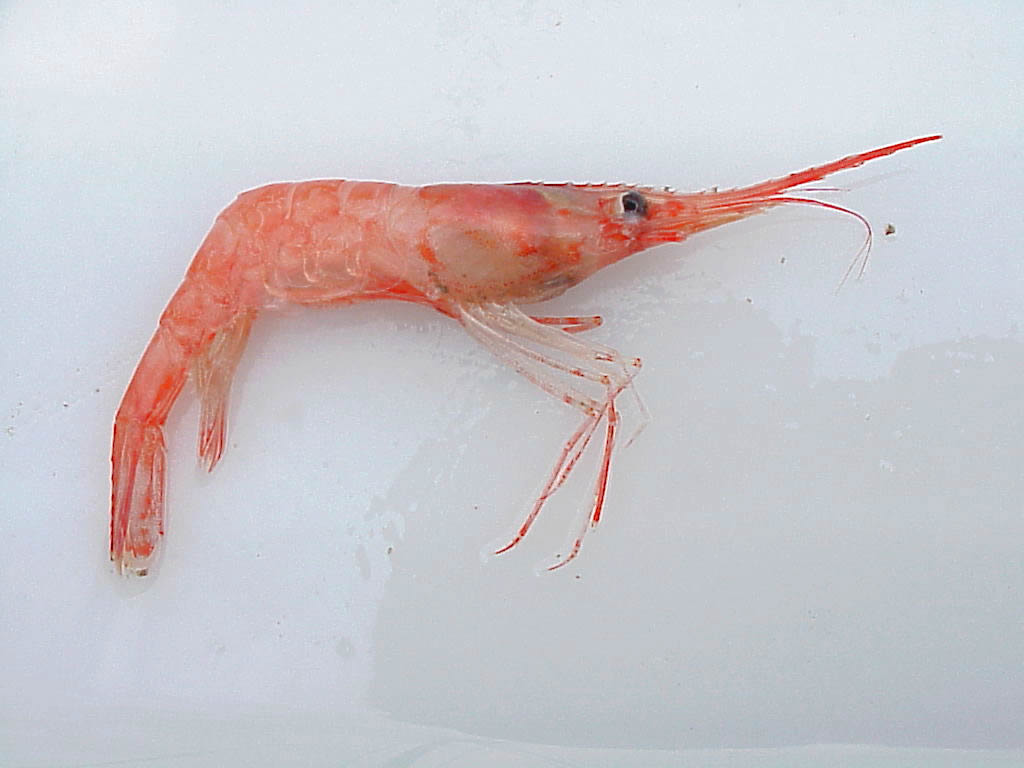
P. borealis

Pandalus è un genere di crostacei decapodi appartenenti alla famiglia Pandalidae.

## Biologia

### Alimentazione
Sono onnivori.

### Riproduzione
La durata della loro vita è di 3-5 anni, e la maturità sessuale viene raggiunta precocemente. I membri di questo genere sono ermafroditi, nascono come maschi per poi diventare femmine. La riproduzione avviene in primavera, quando fino a 3.000 uova sono prodotte e fecondate internamente. La femmina le trasporta sotto l'addome per circa 6 giorni prima che si sviluppino le larve.

## Tassonomia
In questo genere il World Register of Marine Species riconosce 20 specie:
- Pandalus borealis
- Pandalus chani
- Pandalus curvatus
- Pandalus danae
- Pandalus eous
- Pandalus formosanus
- Pandalus goniurus
- Pandalus gracilis
- Pandalus gurneyi
- Pandalus hypsinotus
- Pandalus ivanovi
- Pandalus jordani
- Pandalus latirostris
- Pandalus montagui
- Pandalus nipponensis
- Pandalus platyceros
- Pandalus prensor
- Pandalus stenolepis
- Pandalus teraoi
- Pandalus tridens